# Niña de mi corazón
Niña de mi corazón, est une telenovela adolescent mexicaine diffusée en 2010 par Canal de las Estrellas.

## Distribution
- Paulina Goto : Andrea Paz "La Niña" / Andrés Paz
- Erick Elias : Darío Arrioja Alarcón
- Lisette Morelos : Moira Gasca Quinto
- Maribel Guardia : Pilar Alarcón de Arrioja
- Arturo Peniche : Maximo Arrioja Riquelme
- Lorena Herrera : Silvana Quinto vda. de Gasca
- Julio Camejo : Jason "Papi" Bravo López
- Ximena Herrera : María Magdalena Bravo López
- Martha Julia : Tamara Diez
- Osvaldo de León : Juan Vicente Huerta
- José Elías Moreno : Benigno Paz
- Isela Vega : Doña Belén
- Rafael Inclán : Vittorio Conti
- Lorena Velázquez : Mercedes Riquelme vda. de Arrioja
- Polo Ortín : Macedonio
- Carlos Cámara Jr. : Dimitri Molotov
- Alberto Estrella : Uriel
- Brandon Peniche : Conrado Gayardo "Masiosare/Cónsul"
- Zoraida Gomez : Carolina Clavados
- Jade Fraser : Ximena Arrioja Alarcón
- Mane de la Parra : Charly
- Uriel Del Toro : Bruno
- John Michael Ecker : El Mudra
- Carlos Speitzer : El Geek
- Evelyn Cedeño : Priscila
- Adriano Zendejas : Damián Paz
- Luis Ceballos : El Vocho
- Gerardo Albarran : Donato Blume
- Lucero Lander : Eloísa
- Bárbara Torres :Florencia
- Jaime Garza : Dionisio Bravo
- Roberto Assad : Boris
- Elsa Marín : Petra
- Lourdes Canale : Doña Trini
- Cynthia Urias : Ella misma

## Diffusion internationale
| Pays                   | Chaîne                                 | Titre              |
| ---------------------- | -------------------------------------- | ------------------ |
| Mexique                | Canal de las Estrellas                 | Niña de mi corazón |
| Amérique latine        | Canal de las Estrellas Amérique latine | Niña de mi corazón |
| Équateur               | Gama TV                                | Niña de mi corazón |
| Colombie               | Canal RCN                              | Niña de mi corazón |
| République dominicaine | Telemicro                              | Niña de mi corazon |
| Paraguay               | Latele                                 | Niña de mi corazón |
| États-Unis             | Univision                              | Niña de mi corazón |

## Autres versions
- Mi pequeña traviesa (1997)
- Pequena Travessa (2002)